# Coenosia townesi
Coenosia townesi är en tvåvingeart som först beskrevs av John Otterbein Snyder 1965.  Coenosia townesi ingår i släktet Coenosia och familjen husflugor. Inga underarter finns listade i Catalogue of Life.